# Zagubione listy
Zagubione listy (ang. Dead Letter Office) – australijska komediodramat romantyczny z 1998 roku w reżyserii Johna Ruane'a. Wyprodukowana przez wytwórnię Polygram Filmed Entertainment, Australian Film Finance Corporation, Artist Services i Film Victoria.
Premiera filmu miała miejsce 26 lutego 1998 roku w Australii. W Polsce premiera filmu odbyła się 8 października 1999 roku.

## Fabuła
Alice Walsh straciła ojca mając zaledwie kilka lat. Porzucił dom, rodzinę nie kontaktując się więcej. Córka pisała do niego często, nigdy jednak nie dostała odpowiedzi na żaden list. Choć minęło wiele lat, Alice wciąż nie traci nadziei, że kiedyś odnajdzie ojca. Zatrudnia się na poczcie w dziale przesyłek niedoręczonych, wierząc, że może tu odnajdzie ślad ojca.

## Obsada
Źródło: Filmweb
- Miranda Otto jako Alice Walsh
- George DelHoyo jako Frank
- Nicholas Bell jako Peter
- Syd Brisbane jako Kevin
- Georgina Naidu jako Mary
- Jane Hall jako Heather
- Jillian O’Dowd jako Lizzy
- Vanessa Steele jako Carmen
- Guillermina Ulloa jako Lucia
- Franko Milostnik jako Vicente
- Mark Wilson jako Youth
- Barry Otto jako Gerald Hartnell
- Alicia Banit jako młoda Alice
- Mariette Carey jako panna Harris

i inni.